# Nosopsyllus monstrosus
Nosopsyllus monstrosus är en loppart som först beskrevs av Wagner 1928.  Nosopsyllus monstrosus ingår i släktet Nosopsyllus och familjen fågelloppor. Inga underarter finns listade i Catalogue of Life.